# Habitatge al carrer Major de Remolins, 42 (Tortosa)
L'Habitatge al carrer Major de Remolins, 42 és una obra del municipi de Tortosa (Baix Ebre) inclosa en l'Inventari del Patrimoni Arquitectònic de Catalunya.

## Descripció
És la construcció més remarcable de tot el carrer. Té uns 5 m de façana i consta de planta i dos pisos, coberta amb teulada a doble vessant, ample voladís sostingut pels caps de les bigues. A la planta presenta dues portes i una finestra central petita. Una de les portes, d'arc escarser, corresponia a una botiga, avui tancada. L'altra dona accés als pisos. El sector on s'obre aquesta porta és tot de carreus de pedra, formant un arc allindanat amb forma exterior de les dovelles i de mig punt; a les centrals, gravada una torre de base atalussada i de murs d'encoixinat. El primer pis té un gran balcó de pedra amb tres obertures, i el segon pis en té dues de laterals amb poca volada i una finestra petita central. Es conserva l'arrebossat dels pisos, simulant carreus en els extrems i amb esgrafiats de motius vegetals força estilitzats a les llindes de les finestres i en els sectors que divideixen els pisos. A la planta, el sector que no és de pedra està molt deteriorat.
A la mitgera que divideix aquest habitatge i el núm. 38 hi ha, fins a la base del segon pis, una paret de carreus de pedra, del gruix d'un carreu, possiblement medieval.

## Història
La torre sobre la porta principal és possible que tingué més relació amb la propera torre d'en Celió o amb l'antic portal de Vimpençol que amb algun emblema de tipus familiar.